# Marmolejo
Marmolejo – wygasły stratowulkan w Andach, na granicy argentyńsko-chilijskiej. Leży zaraz obok wciąż czynnego wulkanu San José. Jest to najbardziej na południe wysunięty sześciotysięcznik na świecie.